# Tři Dvory
Pour les articles homonymes, voir Dvory.
Tři Dvory (en allemand : Dreihöfen) est une commune du district de Kolín, dans la région de Bohême-Centrale, en République tchèque. Sa population s'élevait à 967 habitants en 2020.

## Géographie
Tři Dvory se trouve à 4 km à l'est du centre de Kolín, à 9 km au nord de Kutná Hora et à 59 km à l'est de Prague.
La commune est limitée par Kolín à l'ouest et au nord, par Ovčáry au nord-est, par Konárovice à l'est, et par Starý Kolín au sud.

## Histoire
La première mention écrite du village date de 1387.